# Wolfgang Nitsch
Wolfgang Nitsch (* 13. Juni 1938 in Berlin; † 27. Januar 2016 in Oldenburg) war ein deutscher Sozialwissenschaftler und Pädagoge. 
Er studierte von 1957 bis 1965 Germanistik, Geschichte, Publizistik und Soziologie an der Freien Universität Berlin und engagierte sich in der Studentenbewegung gegen Atomrüstung, im Argument-Club sowie im Sozialistischen Deutschen Studentenbund (SDS), dessen Bundesvorstand er 1960/61 angehörte. Als Ko-Autor der legendären SDS-Hochschuldenkschrift (1961) und mehrerer Zeitschriften gehörte er zeitweilig zu den einflussreichen Vordenkern der später so genannten 68er-Bewegung. 
Nach dem Studium arbeitete Nitsch von 1965 bis 1972 als wissenschaftlicher Mitarbeiter am Max-Planck-Institut für Bildungsforschung in Berlin, mit Forschungsaufenthalten in den USA, Kanada und Mexiko. 1972/73 war er an der Planung und Gründung der Universität Bremen beteiligt, wo er 1972 zum Dr. phil. promoviert wurde. Nach einer Gastdozentur an der University of Wisconsin–Madison (USA) wurde er 1974 an der ebenfalls neu gegründeten Universität Oldenburg zum Professor für Wissenschaftstheorie und Wissenschaftsdidaktik ernannt. Hier war er in den 1970er Jahren als Vorsitzender der Gemeinsamen Kommission Lehrerbildung an der Konzeption der „einphasigen Lehrerausbildung“ beteiligt und gehörte 1996 zu den Gründern des „Zentrums für erziehungswissenschaftliche Studien im Nord-Süd-Verbund“. Bis zuletzt engagierte er sich für die Zusammenarbeit mit Universitäten in Südafrika; 2009 verlieh ihm die Nelson Mandela Metropolitan University in Port Elizabeth den Titel eines Honorarprofessors.
Nitsch war Mitglied der Gewerkschaft Erziehung und Wissenschaft (GEW) und gehörte von 1993 bis 2009 dem Bundesvorstand des Bundes demokratischer Wissenschaftlerinnen und Wissenschaftler (BdWi) an.

## Publikationen
- Runde Tische an Hochschulen, neue Beteiligungsformen im Wissenschaftsbereich (= Wissenschaft in gesellschaftlicher Verantwortung, Band 17), VAS, Frankfurt am Main 1991, ISBN 3-88864-117-9.